# سیارک ۱۷۹۷۰
سیارک ۱۷۹۷۰ (به انگلیسی: 17970 Palepu، نامگذاری:1999JA48) هفده هزار و نهصد و هفتادمین سیارک کشف شده‌است که در ۱۰ مه ۱۹۹۹ کشف شد.
قدر مطلق سیارک برابر ۱۳.۵ است.